# صاحب جهان (رمان)
صاحب جهان با نام دیگر ارباب گیتی (به فرانسوی: Maître du monde)، (به انگلیسی: Master of the World) رمانی است نوشته نویسنده فرانسوی ژول ورن که توسط انتشارات پیر-ژول اتزل در سال ۱۹۰۴ منتشر شد و یکی از آخرین رمانهایی بود که توسط او نوشته شد. این رمان در واقع ادامه ای بر رمان روبر فاتح بود.
همزمان با نوشتن این رمان، وضعیت جسمانی ژول ورن هم رو به افول بود. این رمان در واقع یک رمان سیاه است چون پر است از ترس‌های نویسنده اش از خیزش مستبدانی همچون روبر، شخصیت منفی داستان.
فیلم سینمایی صاحب جهان (فیلم ۱۹۶۱) بر اساس این رمان ساخته شده است.

## شرح داستان
تابستان ۱۹۰۳، در کل ایالات متحده وقایع ناشناخته ای به وقوع می‌پیوندد. عاملین این وقایع آنچنان با سرعت زیادی حرکت می‌کنند که تقریباً نامرئی هستند. یکی از شاهدین عینی وقایع، سربازرس اداره پلیس فدرال واشینگتن دی سی، جان استروک، برای دریافت علت این وقایع به شمال کالیفرنیا سفر می‌کند. در آنجا او متوجه می‌شود…